# Blastus setulosus
Blastus setulosus är en tvåhjärtbladig växtart som beskrevs av Friedrich Ludwig Diels. Blastus setulosus ingår i släktet Blastus och familjen Melastomataceae. Inga underarter finns listade i Catalogue of Life.